# Saint-Sornin-Leulac

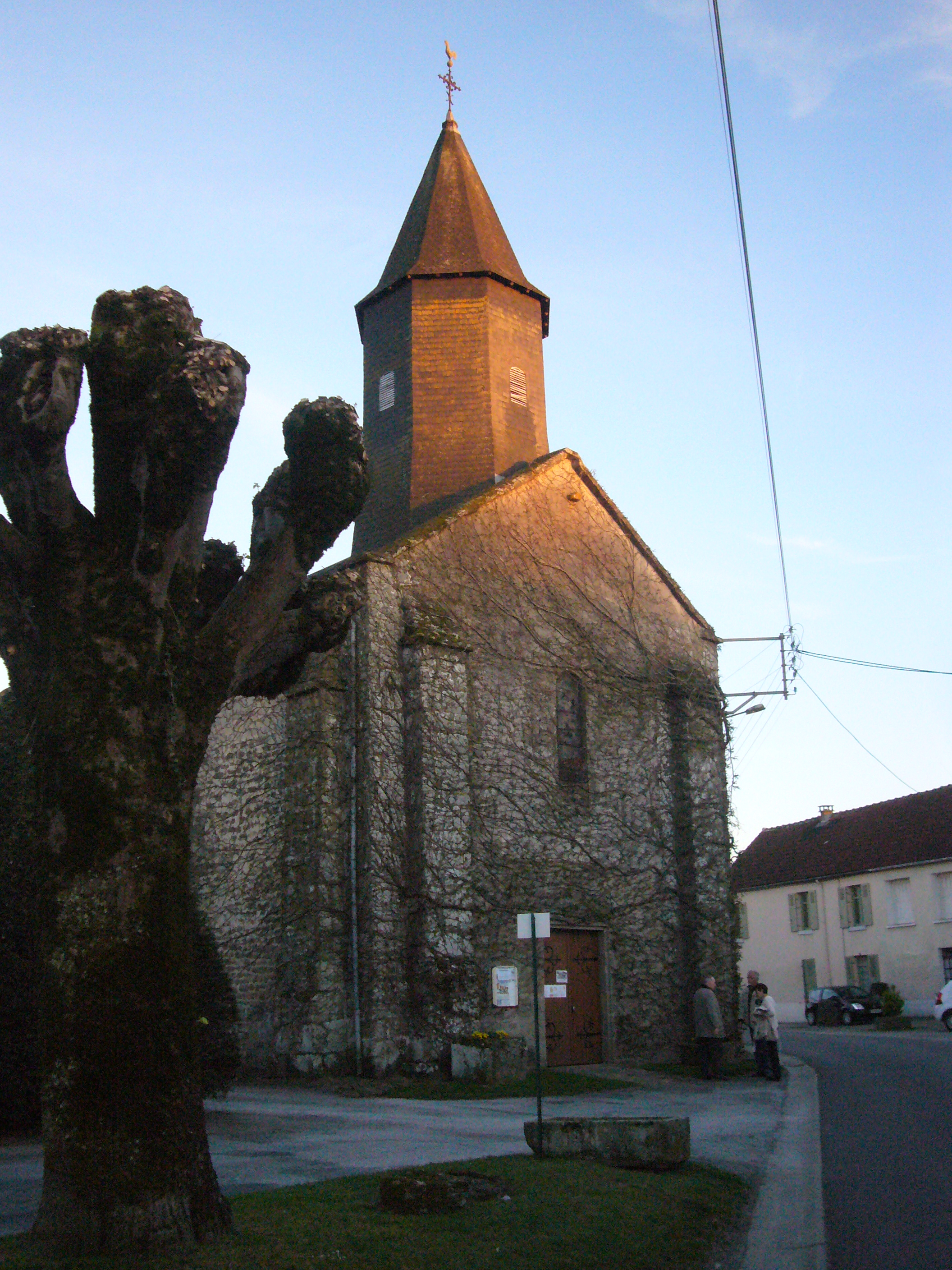
Kościół w Saint-Sornin-Leulac (2011)

Saint-Sornin-Leulac – miejscowość i gmina we Francji, w regionie Nowa Akwitania, w departamencie Haute-Vienne.
Według danych na rok 1990 gminę zamieszkiwało 600 osób, a gęstość zaludnienia wynosiła 19 osób/km² (wśród 747 gmin Limousin Saint-Sornin-Leulac plasuje się na 217. miejscu pod względem liczby ludności, natomiast pod względem powierzchni na miejscu 148.).

## Populacja

Populacja Saint-Sornin-Leulac w latach 1962–2008